# Jermaine Jackson (album)
Jermaine Jackson (pubblicato internazionalmente come Dynamite) è il decimo album da solista del cantautore statunitense Jermaine Jackson, pubblicato nel 1984.  Fu il primo disco per la Arista Records dopo aver lasciato la Motown. Vi collaborarono Whitney Houston e i suoi fratelli Michael, Tito e Randy.
Si tratta di uno dei maggiori successi di Jermaine Jackson da un punto di vista commerciale, avendo venduto oltre 900 000 copie negli Stati Uniti e venendo certificato disco d'oro dalla RIAA. Internazionalmente fu l'album di maggiore successo in assoluto di Jackson, entrando nelle classifiche di vari Paesi.
Il brano Take Good Care of My Heart, un duetto con l'allora ancora relativamente sconosciuta cantante R&B e pop Whitney Houston, fu inserito anche nell'omonimo album di quest'ultima, uscito il 14 febbraio 1985 con la stessa etichetta discografica.
L'album fu ristampato nel 2005 negli Stati Uniti in una versione leggermente diversa, in Giappone nel 2009 con When the Rain Begins to Fall e 2 bonus track, e ancora negli Stati Uniti nel 2012 in una edizione che comprende sia When the Rain Begins to Fall che entrambe le bonus track dell'edizione giapponese, oltre a 3 ulteriori bonus track.

## Tracce
1. Dynamite – 6:01 (Andrew Goldmark, Bruce Roberts)
2. Sweetest Sweetest – 4:05 (Arthur Jacobson, Ellison Chase, Robin Lerner)
3. Tell Me I'm Not Dreamin' (Too Good to Be True) (feat. Michael Jackson) – 4:22 (Bruce Sudano, Jay Gruska, Michael Omartian)
4. Escape from the Planet of the Ant Men (feat. Tito Jackson and Randy Jackson) – 5:04 (David Batteau, Don Freeman)
5. Come to Me (One Way or Another) – 5:17 (Jermaine Jackson)
6. Do What You Do – 4:46 (Larry Di Tomaso, Ralph Dino)
7. Take Good Care of My Heart (feat. Whitney Houston) – 4:17 (Peter McCann, Steve Dorff)
8. Some Things Are Private – 4:05 (Bruce Sudano, Michael Omartian)
9. Oh Mother – 4:48 (Elliot Willensky, Jermaine Jackson)

## Personale
- Jermaine Jackson – lead vocals, backing vocals, drum programming (1, 2, 5), arrangements (1, 2, 5), percussion (2-5), keyboards (5), synthesizer bass (5)
- John Barnes – keyboards (1, 2, 4, 5, 6), synthesizer bass (1, 4), Yamaha GS1 (9), Fairlight strings (9)
- Michael Omartian – keyboards (3, 8), percussion (3), arrangements (3, 7, 8), bass (8), backing vocals (8)
- David Ervin – keyboards (6)
- Derek Nakamoto – keyboards (6)
- Michael Sembello – Yamaha GS1 (6), bass  (6), drum programming (6)
- Greg Phillinganes – keyboards (7), arrangements (7)
- Elliot Willensky – acoustic piano (9), arrangements (9)
- Paul Jackson Jr. – guitar (1, 2, 4, 6), arrangements (1, 2)
- Ray Parker Jr. – guitar (3)
- Gregg Arreguin – guitar (4)
- David Williams – guitar (5, 7)
- George Doering – sitar (5)
- Marcus Daniels – guitar (6)
- Michael Landau – guitar (8)
- Freddie Washington – bass (2)
- Nathan East – bass (3, 7)
- Ronnie Foster – synthesizer bass (5)
- Jonathan Moffett – drum programming (1)
- John Robinson – drums (3, 7)
- Don Freeman – drum programming (4), arrangements (4)
- Mike Baird – drums (8)
- Randy Jackson – percussion (2), backing vocals (4)
- George Del Barrio – string arrangements (5, 7)
- Ernie Watts – saxophone solo (7, 8)
- Whitney Houston – backing vocals (2, 7), lead vocals (7)
- Michael Jackson – lead vocals (3), backing vocals (3)
- Tito Jackson – backing vocals (4)
- Portia Griffin – backing vocals (8)
- Yolanda Denise Young – backing vocals (8)

## Produzione
- Producers – Jermaine Jackson (Tracks 1, 2, 4-7 & 9); Michael Omartian (Tracks 3 & 8); Richard Rudolph (Tracks 4 & 6).
- Executive Producer – Clive Davis
- Engineers – Bill Bottrell, John Guess, Brian Malouf, Mike Schumann and Keith Seppanen.
- Mixing – Bill Bottrell
- Recorded at Soundcastle (Hollywood, CA); Yamaha Studios (Glendale, CA); Can-Am Recorders (Tarzana, CA); Lion Share Recording Studio (Los Angeles, CA).
- Art Direction and Design – Ria Lewerke
- Photography – Leon Lecash

## Classifiche
| Classifica (1984)              | Posizione massima |
| ------------------------------ | ----------------- |
| Australian (Kent Music Report) | 65                |
| Dutch Albums Chart             | 21                |
| New Zealand Albums Chart       | 38                |
| Swedish Albums Chart           | 27                |
| UK Albums Chart                | 57                |
| US Billboard 200               | 19                |
| US Billboard Top R&B Albums    | 1                 |